# Robert Arbuthnot
Sir Robert Keith Arbuthnot ellentengernagy (Alderminster, Warwickshire, 1864. március 23. – 1916. május 31.) a Brit Királyi Haditengerészet tisztje volt az első világháború alatt. A skagerraki csatában veszítette életét, amikor a cirkálórajával egy mozgásképtelen német hajót akart megsemmisíteni, de a szituációt rosszul mérte fel, és a német csatahajók heves tüzébe került.

## Előélete
Sir William Arbuthnot és Alice Margaret Thompson gyermekeként született Alderminsterben. Apja baroneti címét örökölte 1889. június 5-én. 1904-ben a Királyi Viktória Rend tagja lett.
Arbuthnot a United Service rugby csapatának középhátvédet játszó kapitánya volt valamint játszott Hampshire színeiben. Emellett bokszbajnok is volt, aki ebéd után bokszkesztyűt húzott és öklözött egyet a vendégeivel. Egy alkalommal két tengerészt azon kaptak, hogy bosszút terveztek a büntetésükért. Arbuthnot kihívta őket egy bokszmeccsre és mindkettőjüket kiütötte. Egy másik alkalommal három tengerésze támadt rá a szárazföldön és kettejüket kórházba kellett szállítani. Ő volt „valószínűleg az egyetlen [tengernagy], aki egy zászlóshajó tatfedélzetén három teljes kört abszolvált a nyújtón”. Egy tengerészeti terepfutóversenyt őutána neveztek „Arbuthnot Trophy”-nak.
Volt egy nyitott utasterű autója is és ezzel 1904-ben részt vett a bexhilli gyorsulási versenyen. A motorkerékpáros klub lelkes tagja volt és motorkerékpárjával hosszú távú versenyeken vett részt. 1908-ban az egyhengeres kategóriában harmadik helyezést ért el a Man szigeten megrendezett versenyen. Itt évente megtartják a róla elnevezett versenyt. A motorkerékpáros klub tagja volt már 1898 óta és a klub, a United Services valamint a haditengerészet színeiben versenyzett. Saskatchewanban róla neveztek el egy kis falut és egy postahivatalt.
1897. december 11-én vette feleségül Lina MacLeay-t (1868–1935), Alexander Caldcleugh MacLaey ezredes lányát. Egy lányuk volt.

## Haditengerészeti karrierje
Arbuthnot 1877-ben csatlakozott a haditengerészethez és kadétként szolgált a Britannia kiképzőhajón.
Parancsnoki beosztáshoz jutva hamar elhivatott, de ugyanakkor nagyon rugalmatlan és részletekbe vesző, embernyúzó tiszt benyomását keltette, aki szenvedéllyel viseltetett „a fegyelem tekintélyelvűségből fakadó legmagasabb foka iránt és ennek könyörtelenül szerzett érvényt”. A Királyi Haditengerészetnél érvényben lévő szigorú fegyelmi szabályokhoz képest is szokatlan volt Arbuthnot buzgalma. 1900-ban a Royal Sovereign parancsnokaként megírta és publikálta A Battleship Commander’s Order Book ("Egy csatahajó kapitány parancskönyve") című művét, melyben 300 oldalon keresztül részletezte a legénységére vonatkozó állandó jellegű utasításokat, míg a korban jellemzően a hajóparancsnokok csak pár oldal terjedelemben fogalmazták meg az alapműnek tekintett "King’s Regulations" kézikönyvben foglaltakat kiegészítő külön instrukcióikat. A könyv a részletes információi révén értékes forrásnak számít a kor csatahajóin szolgálók életére vonatkozóan, azonban Arbuthnotot számos viccelődés tárgyává tette és ezért állítólag kérte, hogy ne említsék meg életrajzában a "Who is Who in the Navy" ("Ki kicsoda a haditengerészetnél") kiadványban. A fegyelem iránti buzgalma mellett szenvedélyesen edzette magát fizikailag és lelkileg. Órákat töltött naponta megerőltető gyakorlatok végzésével a fedélzeten, esőben és napsütésben egyaránt. Részt vett az Istentiszteleteken és a hajó legénységének a keresztény erényekről tartott előadásokat. Bár a felettesei többnyire csodálattal a beosztottjai pedig tisztelettel és félelemmel tekintettek rá, szélsőséges természete miatt egyesek fanatikusnak tartották. 1901 novemberében súlyosan megsebesült, mikor egy a király születésnapi ünnepségére előkészített hat hüvelykes ágyú felrobbant a Royal Sovereignen és hat ember halálát okozta. Felépülését követően 1902 június 26-án kapitánnyá léptették elő.
1910 januárjában a Lord Nelson parancsnokaként beszédet mondott az Auto-Cycle Unionnál, mely akkoriban gyújtó hatásúnak számított, különösen azért, mert a brit főtiszteknek kerülniük kellett a politikai intrikákat. Beszédében a németek jelentette fenyegetésről szólt és az ez elleni felkészülés azonnali megkezdésének szükségességét bizonygatta. Azt állította, hogy amióta a német császár trónra került, azóta a Britannia inváziójára készül. Az országos képviselőválasztás közeledtével sürgette, hogy „ennek megelőzésére az első teendő a liberálisok távol tartása a hatalomtól”. Arbuthnot megjegyzései megdöbbenést váltottak ki a Királyi Haditengerészet berkein belül és egy kisebb diplomáciai incidenst okozott Németországgal. A német kormányzat formálisan tiltakozott és a brit admiralitás magyarázatot követelt Arbuthnottól, de ő vonakodott visszavonni a megjegyzéseit és elnézést kérni. Azonnal felmentették parancsnoki beosztásából és fizetését felére csökkentették. Röviddel ez után a tengeralattjáró-bizottság élére nevezték ki, melyet március és december között vezetett, majd 1910-12 között a Harwichban állomásozó 1. romboló-flottillát vezette. 1911-12-ben V. György király szárnysegédjeként is szolgált és 1912 júliusában ellentengernaggyá léptették elő. 1913-ban Sir George Warrender altengernagy helyettese lett a 2. csatahajórajnál. Saját zászlóshajója itt az Orion csatahajó volt.

### A háború kitörése
A háború 1914-es kitörését követően Arbuthnot szolgai doktriner természete hátrányosnak bizonyult a parancsnoki képességeire, ami különösen a Scarborough elleni német rajtaütéskor mutatkozott meg, mikor futni hagyott egy könnyűcirkálókból és rombolókból álló köteléket mivel nem kapott engedélyt a tűz megnyitására. Frederic Charles Dreyer, az Orion kapitánya már célba vette a német hajókat a 343 mm-es ágyúkkal és később azt állította, hogy többször is engedélyt kért a tüzeléshez, de annak ellenére, hogy a csata már órák óta tartott, Arbuthnot megtagadta tőle ezt, mivel nem kapott konkrét parancsot erre Warrendertől. Mikorra Warrender a King George V fedélzetén észrevette Arbuthnot tétlenségének okát és megadta a szükséges zászlójelet, a német hajók már visszafordultak és elmenekültek.

az Arbuthnot család baroneti címere

Arbuthnotot jelölték ki az 1. cirkálóraj élére 1915 januárjában és zászlóshajója a már elavultnak számító Defence páncélos cirkáló lett. A Grand Fleet parancsnoka, John Jellicoe megjegyezte, hogy nem ment minden rendben Arbuthnot hajórajával: „Arbuthnot az egyik legjobb figura a világon, de valahogy nem képes vezetni egy hajórajt. Túl magasak az ideái és nem képes magukra hagyni az embereket.” Azonban Jellicoe azt is hozzátette, hogy, „Harc esetén felbecsülhetetlen lenne. A legjobb véleménnyel vagyok róla.”

### Teljesítménye a skagerraki csatában
A Defence Arbuthnottal a fedélzetén 1916. május 31-én süllyedt el a skagerraki csatában. Lord Fisher szerint "dicsőséges, de indokolatlan halált" halt. Horace Hood ellentengernagy 3. csatacirkálóraja összecsapott a németek 2. felderítőcsoportjának könnyűcirkálóival és többet megrongáltak közülük mielőtt a Hochseeflotte elől nagy sebességgel visszavonult. Arbuthnot látta az összecsapást és elhamarkodottan harcba bocsátkozott a német cirkálókkal közel hajózva hozzájuk, még mielőtt visszavonultak volna. Hajórajával hirtelen üldözni kezdte az ellenséget, keresztezve a David Beatty vezette 1. csatacirkálóraj útvonalát. A forduló során a Defence majd a Warrior is a Lion csatacirkáló elé került, éles fordulóra kényszerítve azt. Nem egész 200 méteren múlott, hogy elkerülték az ütközést. A brit csatacirkálók a német csatacirkálókkal vívtak tűzpárbajt ekkor, miközben északra tartottak a lesben álló Grand Fleet irányába. Arbuthnot így egy olyan lövedékzáporral sújtott területre irányította hajóit, ahonnan a többi hajó igyekezett kikerülni. A rajának harmadik hajója, a Duke of Edinburgh nem tudott áthaladni a csatacirkálók vonalán és a Black Prince is túl messze volt ahhoz, hogy részt vegyen az eszeveszett támadásban.
Arbuthnot célja nyilvánvalóan a mozgásképtelenül sodródó Wiesbaden könnyűcirkáló nagy sebességgel való megközelítése és elsüllyesztése volt. Ezalatt az elavult és gyengén páncélozott hajói akadályozták Beatty erősebb egységeit abban, hogy fedezzék őket. Arbuthnot így Franz von Hipper modern csatacirkálóinak könnyű célpontjává vált és azok össztüzet zúdítottak rájuk. Az eseményeket a Malayáról döbbenettel szemlélő egyik hadnagy később feljegyezte: "Amint megláttam őket, tudtam, hogy a vesztükbe rohannak." Perceken belül a Lützow egyik lövedéke a Defence lőszerraktárát érte és ennek következtében a hajó a levegőbe repült és a fedélzetén lévő mind a 903 ember életét vesztette. Günther Paschen a Lützow fedélzetéről a következőket jegyezte fel: "A periszkópban egy balról jobbra tartó hajó tűnik fel a látómezőben, valószínűtlenül nagy és közel van. Első pillantásra megállapítom, hogy egy régi angol páncélos cirkáló és kiadom a szükséges utasításokat… Távolság 76 hm… Gyors egymás után öt sortűz követi egymást, melyek közül három ül: majd a felrobbanó hajó immár ismerős látványa tűnik fel." Georg von Hase tüzértiszt a Derfflinger fedélzetén is észrevette a Defence-t, de még arra sem volt ideje, hogy az ágyúit felé fordítsa mielőtt a Lützow végzett vele.
A Warrior folytatta a küzdelmet, de tizenöt találat is érte rövid időn belül. A gyors pusztulástól a Warspite csatahajó műszaki hibája mentette meg, ugyanis annak beragadt a kormánylapátja és a Warrior körül írt le köröket, magára vonva a német hajók tüzét. A Warspite nehéz páncélzata ellenállt a német ágyúzásnak, de súlyos sérülései miatt ki kellett válnia a küzdelemből és hazaindult. A végzetes sérüléseket szenvedett Warrior a lehetőséget kihasználva visszavonult és másnap - miután sikertelenül megpróbálták hazavontatni - elsüllyedt. Az eltévedt Black Prince a sötétség beállta után egy britnek hitt német hajóoszlophoz akart csatlakozni, mire azok tüzet nyitottak rá és felrobbant. Legénysége – akárcsak a Defence esetében – az utolsó főig odaveszett. Így az 1. cirkálórajból egyedül a Duke of Edinburgh élte túl a skagerraki csatát.
Arbuthnot esztelen kirohanása lobbanékony és túlbuzgó természetéből fakadhatott. A hajóinak kéményének füstje ráadásul elhomályosította a csatacirkálók és csatahajók látómezejét, megnehezítve a célzást számukra. Arra nem is gondolt, hogy a rossz látási viszonyok mit tartogathatnak számára. De az is lehet, hogy a Grand Fleet állandó érvényű utasításainak próbált megfelelni, mely a cirkálóknak valóban meghagyta, hogy gyorsan kutassák fel és adják meg az ellenséges főerők helyzetét, és amely ekkor nem volt látható. Walter Cowan, a Princess Royal csatacirkáló kapitánya a közeledő cirkálók láttán úgy szólt, „bármibe fogadna”, hogy Arbuthnot az. A fiaskó egyetlen brit nyertese az Onslow romboló volt, mely torpedótámadást intézett ekkor a német hajók ellen, de a németek inkább a vonzóbbnak tűnő Defence-t, Warriort és Warspite-ot vették célba. Kapitánya, John Tovey a második világháborúban a Bismarck csatahajó elsüllyesztésében játszott jelentős szerepet.
Az edinburgh-i St. Giles székesegyházban emléktáblát helyeztek el Arbuthnot tiszteletére és a Bath Rend – melynek már halála előtt 1916-ban tagja volt – posztumusz lovagja lett.

## Fordítás
- Ez a szócikk részben vagy egészben  a   Sir Robert Arbuthnot, 4th Baronet című angol Wikipédia-szócikk fordításán alapul.  Az eredeti cikk szerkesztőit annak laptörténete sorolja fel. Ez a jelzés csupán a megfogalmazás eredetét és a szerzői jogokat jelzi, nem szolgál a cikkben szereplő információk forrásmegjelöléseként.